# Glenrock (Wyoming)
Glenrock é uma cidade  localizada no estado norte-americano de Wyoming, no Condado de Converse.

## Demografia
Segundo o censo norte-americano de 2000, a sua população era de 2231 habitantes.
Em 2006, foi estimada uma população de 2375, um aumento de 144 (6.5%).

## Geografia
De acordo com o United States Census Bureau tem uma área de
5,0 km², dos quais 5,0 km² cobertos por terra e 0,0 km² cobertos por água. Glenrock localiza-se a aproximadamente 1530 m acima do nível do mar.

## Localidades na vizinhança
O diagrama seguinte representa as localidades num raio de 40 km ao redor de Glenrock.